# Badmintonfederatie Hongarije
Badminton Federatie Hongarije (Hongaars: Magyar Tollaslabda Szövetseg) is de nationale badmintonbond van Hongarije.
Anno 2022 telde de bond 3.900 leden, verdeeld over 58 badmintonclubs. De bond is sinds 1973 aangesloten bij de Europese Bond.